# Национални центар за сексуалну експлоатацију
Национални центар за сексуалну експлоатацију (НЦОСЕ), раније познат као Моралност у медијима и операција Јорквил, је америчка конзервативна организација против порнографије. Група је такође водила кампању против трговине сексом, истополних бракова, секс шопова и сексуалних играчака, декриминализације сексуалног рада, свеобухватног сексуалног образовања и разних књижевних или визуелних дјела која је организација сматрала опсценим, профаним или непристојним. Његов садашњи председник је Патрик А. Труман. Организација описује свој циљ као "разоткривање веза између свих облика сексуалне експлоатације".
Група је покренута као дио верске деснице и била је првенствено католичка.  Почело је као међувјерска група од три њујоршка свештеника забринута због порнографије и "похотних" часописа. Група се укључила у неколико значајних судских битака у вези са законима о опсцености и слободи говора у Сједињеним Државама. Утицај групе је касније опао због смањења интересовања за анти-опсценост узрок међу тужиоцима, политичарима и вјерским вођама. Након модернизације своје поруке од морала до експлоатације, група је променила име и изјавила да порнографија представља кризу јавног здравља, али то не подржава ниједна глобална здравствена агенција. Организација је критикована због унапређења медицинских тврдњи које су лажне, обмањујуће или неподржане.